# Не ломите ми багрење
Не ломите ми багрење је песма Ђорђа Балашевића из 1986. године.

## Настанак
Након што ју Ђорђе први пут отпевао у студију, посматрачи нису изустили ни реч. Занемелост сарадника била је својеврсна похвала за ову нумеру.
Сарадник и директор културног програма Сава центра Вук Жугић открио је како је настала песма Не ломите ми багрење. Док је у припреми био новогодишњи концерт, прочуло се како у Београд долази воз са Србима са Косова и Метохије како би тражили да их саслуша неко са врха државе. Простор за пријем постаје велика сала Сава центра. Људи су причали своја искуства, а Балашевић их је слушао четири сата и после неколико дана је написао ову вишеслојну песму, између осталог посвећену и Србима са Косова и Метохије, који су се баш у том периоду масовно селили са КиМ.
У интервјуу за Југопапир изјавио је: Одавно сам желео да певам о Косову. Међутим, веома нерадо певам о стварима које не знам, а очигледно је да не желим да знам и прихватим све те ружне ствари које се још дешавају. Гледао сам неке од емисија и као неутралног посматрача то је заиста утицало на мене. Живим веома далеко и ту песму сам написао без икакве намере. Желео сам песму која ће ми поправити расположење. Имао сам пријатеља са Косова у војсци. Хтео сам да напишем песму о свом пријатељу бекташији. Хтео сам да га негде видим, да видим шта ради и како ради. Он је из села Лауша и занимала ме је његова судбина. Нисам желео иритантну песму. Она је озбиљна, али пуна љубави, прича о важним стварима и веома ми је драга. Има своју тежину. Таква песма је морала некада да се напише и драго ми је што сам је први написао.
Балашевић је такође рекао за Багрење да је инспирисано насиљем косовскометохијских Албанаца над Србима, али да је песма толико нијансирана да је могла да се отпева на албанском, а не изгуби своју нит. Тему је проширио у универзални протест против дивљаштва. Песма говори о тешком положају обичног народа и њиховим сазнањима да су на својим вековним огњиштима остали без заштите и да их морају напустити или живети у вечитом страху и несигурности. Дрво и багрење су метафора за све оно вредно у животу.
То је песма за све оне који се труде да имају свој живот: своје мале празнике, недеље, породичне фотографије, ритуале, децу, путовања, а онда их неко отера, поруши куће, пали мостове у име неког вишег, девијантних циљева.— Ђ. Балашевић (Часопис М), пролеће 1999. године у току бомбардовања Новог Сада

## Реакције
Због ове песме Балашевићев концерт у Љубљани је отказан јер је Словеначка омладинска организација позвала на бојкот, протумачивши песму као великосрпску, усмерену против Албанаца.
Након Балашевићеве смрти бивши министар спољних послова самопроглашеног Косова Петрит Селими изјавио је да је ова песма била „део опаке антиалбанске националистичке пропаганде коју су покренули моћници из Београда”.
Идеју из ове песме добија ОШ "Бранислав Нушић", која се налази у близини Ниша, те је засађено 68 белих багрема у част преминулог кантаутора, тај предео добија назив Ђолетов парк.